# Hendrik Hoven
Hendrik Hoven (Peize, 27 februari 1911 - Eelde, 5 maart 1994) was een belangrijk sportman op het gebied van schaatsen, handbal en atletiek.
In 1938 behaalde hij het Nederlands kampioenschap polsstokhoogspringen. Als lid van de nationale ploeg haalde hij tot 1955 noordelijke titels op de 100 en 200 meter, verspringen, kogelstoten, discuswerpen en de vijfkamp.
Al in 1924 deed hij mee aan kortebaan schaatswedstrijden. In 1938 werd hij kortebaankampioen van Groningen. In 1942 werd Hoven in Eelde Nederlands Kampioen kortebaan. Hij won in de finale van Doekele Hielkema en H. Gankema werd derde.
Als lid van de Eelder handbalvereniging Actief Paterswolde werd hij in de oorlog uitgenodigd voor het Nederlands team. Het gevaar om naar Amsterdam te reizen deed hem deze uitnodiging echter afslaan. Hij zou tot zijn vijftigste in het eerste Actief-team blijven spelen. Als bondsoefenmeester en coach bracht hij de vrouwenploeg van Actief in de jaren 60 naar het hoogste niveau.  In de jaren 70 was hij o.a. enkele jaren trainer/coach van de heren van Jahn II Stadskanaal. Hij bleef tot op latere leeftijd actief in de handbalsport, als trainer/coach, maar ook bij de beoordeling van scheidsrechters.
Kapper Hendrik Hoven had een eigen zaak aan de Hoofdweg in Eelde.
| Jaar | Plaats | Kampioenschap |
| ---- | ------ | ------------- |
| 1942 | Goud   | NK Kortebaan  |